# Tessa Hofmann
Tessa Hofmann (Savvidis) (née le 15 décembre 1949 à Bassum, Basse-Saxe) est une chercheuse en études arméniennes et en sociologie, titulaire d'un doctorat et chercheuse à l'Université libre de Berlin.

## Biographie
Elle étudie au Département des langues et littératures slaves, ainsi qu'aux études arméniennes et à la sociologie de l'Université libre de Berlin.
Hofmann est membre de la Société pour les peuples menacés. Elle est la présidente du groupe de travail réorganisé « Affirmation » – Contre le génocide, pour la réconciliation. Elle participe activement à l’initiative internationale « Parlons d’une seule voix ! » pour la reconnaissance du génocide arménien, assyrien et grec. Hofmann est l'auteure de plus d'une douzaine de livres sur l'histoire et la culture arméniennes . Elle est professeure honoraire à l'Université Hratchia Adjarian, Erevan (2002).
Hofmann est l'éditeur de Takibat, Tehcir Ve İmha (2013), l'édition turque de la monographie collective allemande originale (2004 ; 2e éd. rév. 2007) sur le génocide contre les chrétiens au cours de la dernière décennie du régime ottoman.

## Publications
- Persecution, Expulsion and Annihilation of the Christian population in the Ottoman Empire, 1912-1922
- « Annihilation, Impunity, Denial: The Case Study of the Armenian Genocide in the Ottoman Empire (1915/16) and Genocide Research in Comparison . » Conférence au Japon dans le cadre des « Études comparatives sur le génocide », Université de Tokyo, 27 mars 2004.
- « Armenians in Turkey today: a critical assessment of the situation of the Armenian minority in the Turkish Republic ». Bruxelles, 2002.